# Leuchtturm
«Leuchtturm Gruppe» ([lɔʏç(t)ˌtʊʁm]; нем. Лёйхту́рм) — немецкий производитель бумажной канцелярии и готовых альбомов для филателии и нумизматики. Семейный бизнес.

## История
Немецкий литограф и филателист Поль Кох (Paul Koch) совместно с партнёром Удо Байном (Udo Bein) учредил издательский дом «KaBe» (сокращённо от «Firma Koch & Bein») 8 мая 1917 года в городе Ашерслебен, сперва специализировавшийся на печати марок, а затем выпускавший альбомы для коллекционных марок под названием «Komet».
Бизнес не приносил дохода. В 1924 году «KaBe» была продана династии Фолькхардтов (Volkhardt) из Ашерслебена (по другим источникам — в 1930 с наступлением Великой депрессии), но после оккупации восточной части Германии СССР им пришлось переехать в город Гёппинген в 1953 году, где они продолжили бизнес под именем «KaBe-Verlag».
После второй мировой войны в 1948 году в городе Гестхахт под Гамбургом Поль Кох основал свою вторую компанию, издательский дом «Маяк» — «Leuchtturm Albenverlag», также выпускавшую альбомы для марок. Альбом «SF-Album» с прозрачными пластиковыми карманами, не требовавший приклеивания марок на бумагу, стал самым продаваемым товаром Обе фирмы, «KaBe-Verlag» и «Leuchtturm», использовали неизменный с 1917 года дизайн листов, перфорацию с 16 отверстиями и льняную ленту.
Поль умер в 1956 году и компания переехала в соседний Гестхахт. В 1959 году Вольфганг Шён (Wolfgang Schön) купил пакет акций и решил вывести компанию на мировой рынок. Для этого он нанял Курта Штюркена (Kurt Stürken) в 1962 году и к 1967 году Курт открыл первый зарубежный офис «Lighthouse Publications, Inc.» в Нью-Йорке, США. Для американского рынка компания сменила название на «Lighthouse». 
Продукция для США с 1967 года производится в городе Фэрфилд, Нью-Джерси. В 1972 был открыт офис в Монреале, Канада. Открыто производство в городе Дорваль. 
Курт Штюркен выкупил пакет акций семьи Коха в 1972 году и руководил компанией совместно с Вольфгангом до смерти последнего в 1996 году.
В 1990 году был выкуплен французский производитель альбомов для коллекционеров «MOC», а в 1997 году — «KaBe», что не оставило на рынке коллекционирования конкурентов. Компания никогда не меняла формат листов в альбомах, чтобы сохранить единство коллекций. По утверждению компании, восемь из десяти коллекционеров в мире имеют альбом «Leuchtturm». Серия «KaBe» дороже «Leuchtturm» и имеет двойную льняную ленту, вручную склеенные листы и систему «bi-collect», позволяющую хранить на одном листе и марки и монеты.
Сыновья Курта, Аксель и Макс, присоединились к руководству компанией. Новообразованная «Leuchtturm Gruppe» расширила ассортимент товаров до шести тысяч наименований, выпускаемый подразделениями в семи городах. В 2009 году открыт венгерский офис в Кёрменде Leuchtturm Ungarn Bt, производящий все марочные альбомы. В 2013 открыта фабрика в Южном Китае в Гуанчжоу Paul Koch Guangzhou, Ltd., производящая все монетные альбомы. В 2014 году выкуплен бренд The Semikolon, производящий папки в Вимперке, Чехия. В 2015 году куплен канцелярский бренд Treuleben & Bischof в Сахлине (Тунис).
В данный момент компания существует в рамках общества с ограниченной ответственностью (GmbH & Co. KG) под управлением семьи потомственных предпринимателей Курта и трёх его сыновей Стюркен, владеющих контрольным пакетом акций.

### Leuchtturm1917
Присоединившиеся к бизнесу в 1997 и 1998 годах Аксель и Макс поняли, что альбомный бизнес умирает и под влиянием царившего пузыря доткомов решили основать интернет-магазин и к 2002 году открыли «Torquato», торговавший предметами быта.
Одним из самых хорошо продававшихся товаров был итальянские дорогие блокноты Moleskine и братья поняли, что могут производить на своих фабриках блокноты лучшего качества за более низкую цену. В октябре 2004 года был нанят менеджер Филип Дёблер (Philip Döbler) и уже в 2005 выпущена первая партия блокнотов под брэндом «Leuchtturm1917», который сейчас приносит компании с шестью тысячами товарами половину её прибыли.
Основные отличия «Leuchtturm1917» от «Moleskine»:
- пронумерованные страницы,
- страница содержания,
- стикеры для приклеивания на обложку,
- чернило-устойчивая бумага[1][10],
- вторая закладка-ляссе (по запросу клиентов)[7].

Потребовалось четыре года, чтобы компания завоевала часть рынка. «Moleskine» поняла, что им нужны инвестиции для развития бизнеса в условиях конкуренции. К 2013 году «Moleskine» продала 75 % акций инвестиционной компании и вышла на IPO.
В 2014 году становится популярным блог американского дизайнера Райдера Кэрролла (англ. Ryder Carroll) о самоорганизации. Райдер решает выпустить блокноты, основанные на его системе ведения списков дел «Bullet Journal» («BuJo»). Он заключает сотрудничество с «Leuchtturm1917» и выпускает в том же году небольшую партию «Bullet Journal» c инструкцией по ведению списков, оглавлением, месячными и дневными разворотами. Партия была раскуплена настолько быстро, что блокнот решили ввести в постоянный ассортимент. На данный момент «Bullet Journal» производится с тремя закладками и восемью страницами инструкций по самоорганизации. К июню 2016 года «Bullet Journal» стал бестселлером в канцелярских магазинах.
В 2018 году Тим Яудзимс (англ. Tim Jaudszims) бизнесмен, основатель и автор журнала Change Journal, выпускает одноименный блокнот вместе с Leuchtturm1917. Change Journal содержит 24 лучших и простых практик из разных источников, которые могут помочь улучшить свою производительность и помочь организовать окружающее пространство. Тим Яудзимс, пишет в своем блоге: «Когда человек настолько ленив и полон идей, как я, он ищет всякие лайфхаки, которые облегчают жизнь. Вот почему я погрузился в мир различных руководств. блогов, планировщиков, журналов и отфильтровал свои любимые. Именно так получился Change Journal.»
В 2020 году Leuchtturm1917 расширяет ассортимент товаров, вводит новую категорию — пишущие инструменты. На свет появляется скорее предмет дизайна, чем ручка — Drehgriffel № 1. Для того чтобы это подтвердить Leuchtturm1917 использует слоган «This is not a pen» (с англ. — ««Это — не ручка»»)

## Бренды
- «Leuchtturm» , («Lighthouse» в США www.lighthouse.us) — альбомы для монет, марок, открыток, значков и прочих предметов коллекционирования, аксессуары для  нумизматики и филателии . www.leuchtturm.com
- "KABE" был интегрирован в программу LEUCHTTURM как премиальный бренд, отличающийся двойными льняными петлями, искусно переплетенными альбомами и системой “bi-collect”.
- «Komet»  — альбомы для монет и аксессуары (сняты с производства)
- «Torquato AG»  — товары для дома (с 2000 года). www.torquato.de
- «Leuchtturm1917»  — блокноты, скетчбуки, ручки, карандаши, ежедневники(с 2005 года). www.leuchtturm1917.com
- «Semikolon» — папки (с 2015 года).
- «Treuleben & Bischof» — канцелярия (с 2015 года).
- «Food Brothers» — пищевая продукция и посуда (с 2016 года).
- «Bethge» — пишущие принадлежности.
- «Legendär» — пишущие принадлежности.